# 福島県沖地震 (2022年)
福島県沖地震（ふくしまけんおきじしん）は、2022年3月16日23時36分に、福島県沖で発生したマグニチュード（Mj）7.4の地震である。宮城県と福島県で震度6強の揺れを観測し、震害もこの2県に集中した。
この地震により、4人が死亡（うち災害関連死が1人）・247人が負傷し、5万棟以上の住家が被害を受けるという大被害が発生したほか、停電や断水などのライフライン被害も多大であった。
道路や鉄道など交通への影響も大きく、新潟県中越地震による上越新幹線脱線事故以来2例目となる、営業運行中の新幹線の脱線事故（東北新幹線脱線事故）も発生した。

## 概要
2022年3月16日23時36分ごろ、福島県沖（北緯37度41.8分 東経141度37.3分 / 北緯37.6967度 東経141.6217度）の深さ57kmを震源として、MJMA7.4（Mw7.3）の地震が発生し、宮城県登米市・蔵王町と福島県相馬市・南相馬市・国見町で最大震度6強を観測した。
この地震は太平洋プレート内部で発生したスラブ内地震であり、発震機構は西北西－東南東方向に圧力軸を持つ逆断層型であった。発震機構と地震活動の分布、GNSS観測及び地震波の解析結果から推定される震源断層は、北北東－南南西方向に延びる東南東傾斜の逆断層である。断層面上では（震源から）北北東方向にすべりが進行したと推定されている。
遠地実体波による震源過程解析の結果は以下の通りであった。
- 主な破壊領域は走向方向に約50km、傾斜方向に約40km。
- 主なすべりは破壊開始点付近に求められ、最大すべり量は0.9m（周辺の構造から剛性率を75GPaとして計算）。
- 主な破壊継続時間は約20秒。

強震波形記録を用いた震源インバージョン解析による推定結果は、M0 = 1.3×1020 Nm（Mw7.4）、最大すべり量6.2m、Vftw 2.4km/sであった。すべりの大きい領域は主に破壊開始点の北に位置し、それぞれの領域における破壊は破壊開始から2.5‒7.5秒後と7.5‒12.5秒後に生じていた。
この地震に伴い、宮城県や福島県を中心に広い範囲で地殻変動が検出された。震源域に近い電子基準点「牡鹿」や「S石巻」で北向きに3cm程度、「宮城川崎」や「福島2」で東向きに2cm程度、「楢葉A」や「小高」で南から西向きに1cm程度の地殻変動が観測された。上下方向では、「S石巻」で2cm程度の隆起が牡鹿半島で見られた。
福島県沖は地震活動が活発であり、1年前の2021年2月にもほぼ同規模の地震が発生している。この2021年の地震の地震活動域は、2022年の地震活動域の南側に隣接している（#2021年の地震との類似性も参照）。

## 震度
| 震度 | 都道府県 | 観測地点 |
| ---- | -------- | --- |
| 6強  | 宮城県   | 登米市米山町・南方町・迫町、蔵王町円田 |
| 6強  | 福島県   | 国見町藤田、相馬市中村、南相馬市鹿島区西町 |
| 6弱  | 宮城県   | 涌谷町新町裏、栗原市築館・志波姫・若柳、登米市豊里町、美里町木間塚、大崎市古川三日町・古川旭・松山・田尻、名取市増田、角田市角田、岩沼市桜、大河原町新南、川崎町前川、亘理町悠里、山元町浅生原、石巻市大街道南・前谷地・桃生町、東松島市小野・矢本 |
| 6弱  | 福島県   | 福島市五老内町、二本松市針道、桑折町谷地、天栄村下松本、田村市船引町・大越町、伊達市前川原・梁川町、楢葉町北田、富岡町本岡、大熊町大川原、双葉町両竹、浪江町幾世橋、新地町谷地小屋、飯舘村伊丹沢、南相馬市原町区三島町・原町区高見町・小高区 |
| 5強  | 岩手県   | 矢巾町南矢幅、一関市竹山町・花泉町・千厩町・藤沢町、奥州市前沢 |
| 5強  | 宮城県   | 加美町中新田、色麻町四竈、栗原市栗駒・瀬峰・高清水・金成・一迫、登米市中田町・登米町・石越町、美里町北浦、大崎市古川大崎・三本木・鹿島台、白石市亘理町、仙台空港、村田町村田、柴田町船岡、丸森町上滝・鳥屋、仙台青葉区大倉・青葉区作並・青葉区落合・宮城野区五輪・宮城野区苦竹・若林区遠見塚・太白区山田・泉区将監、石巻市泉町・鮎川浜・北上町・相野谷、塩竈市今宮町、多賀城市中央、松島町高城、七ヶ浜町東宮浜、利府町利府、大和町吉岡、大郷町粕川、大衡村大衡、女川町女川、富谷市富谷                 |
| 5強  | 山形県   | 中山町長崎 |
| 5強  | 福島県   | 福島市松木町・桜木町、郡山市朝日・開成・湖南町、白河市新白河・東・表郷・大信、須賀川市八幡山・岩瀬支所・八幡町、二本松市金色・油井、川俣町五百田、大玉村南小屋・玉井、鏡石町不時沼、泉崎村泉崎、中島村滑津、矢吹町一本木、棚倉町棚倉中居野、玉川村小高、浅川町浅川、古殿町松川新桑原、田村市常葉町・都路町・滝根町、伊達市保原町・霊山町・月舘町、本宮市本宮・白岩、いわき市三和町・平梅本、広野町下北迫大谷地原、川内村下川内・上川内早渡、大熊町野上、葛尾村落合落合、南相馬市鹿島区栃窪・原町区本町 |
| 5弱  | 青森県   | 階上町道仏、おいらせ町中下田 |
| 5弱  | 岩手県   | 普代村銅屋、野田村野田、大船渡市大船渡町・猪川町、釜石市中妻町、住田町世田米、盛岡市薮川、花巻市材木町・東和町、北上市相去町、遠野市青笹町・宮守町、一関市大東町・東山町・室根町・川崎町、金ケ崎町西根、平泉町平泉、奥州市水沢大鐘町・水沢佐倉河・江刺・胆沢・衣川 |
| 5弱  | 宮城県   | 気仙沼市赤岩・笹が陣・唐桑町、加美町小野田・宮崎、栗原市鶯沢・花山、登米市東和町・津山町、南三陸町歌津、七ヶ宿町関、仙台青葉区雨宮、石巻市大瓜・雄勝町 |
| 5弱  | 秋田県   | 横手市大雄、大仙市大曲花園町・高梨 |
| 5弱  | 山形県   | 酒田市飛鳥・山田、最上町向町、上山市河崎、天童市老野森、山辺町緑ケ丘、河北町谷地、米沢市林泉寺、高畠町高畠、川西町上小松、白鷹町荒砥 |
| 5弱  | 福島県   | 福島市飯野町、白河市郭内・八幡小路、須賀川市長沼支所、二本松市小浜、矢祭町戸塚・東舘、石川町長久保、平田村永田、三春町大町、小野町中通・小野新町、いわき市小名浜・平四ツ波・錦町、広野町下北迫苗代替、川内村上川内小山平、猪苗代町千代田、会津美里町新鶴庁舎 |
| 5弱  | 茨城県   | 水戸市千波町・内原町・栗崎町、日立市助川小学校・十王町友部・日立市役所、常陸太田市金井町・高柿町、北茨城市磯原町、笠間市石井・中央・笠間、ひたちなか市南神敷台・東石川、茨城町小堤、東海村東海、大子町池田、常陸大宮市北町、那珂市瓜連、城里町石塚・小勝、小美玉市上玉里、土浦市常名、筑西市舟生 |
| 5弱  | 栃木県   | 那須町寺子、市貝町市塙、高根沢町石末、那珂川町小川 |
| 5弱  | 新潟県   | 南魚沼市六日町 |

このほか、震度4から1の揺れを、北海道から中国地方にかけて広範囲で観測した。気象庁は福島県相馬市と国見町にある震度計のデータを解析した結果、震度7に最も近い計測震度6.4を観測したと発表した。また、防災科学技術研究所が発表した面的推定震度分布によると、国見町（震度6強）と桑折町（震度6弱）の一部地域では、震度7相当の揺れとなっていた可能性がある。宮城県川崎町のKiK-net川崎観測点では1,233gal（三成分合成）の加速度を観測した。震源近傍の地域では、地震発生時に地鳴りのような音があったという証言がある。

## 長周期地震動
宮城県北部では、長周期地震動階級4を観測した。
| 階級 | 都道府県 | 地域                                                                                               |
| ---- | -------- | -------------------------------------------------------------------------------------------------- |
| 4    | 宮城県   | 北部                                                                                               |
| 3    | 宮城県   | 南部、中部                                                                                         |
| 3    | 山形県   | 村山                                                                                               |
| 3    | 福島県   | 中通り、浜通り、会津                                                                               |
| 2    | 青森県   | 津軽北部                                                                                           |
| 2    | 岩手県   | 沿岸北部、内陸北部、内陸南部                                                                       |
| 2    | 秋田県   | 沿岸南部、内陸南部                                                                                 |
| 2    | 山形県   | 庄内、最上、置賜                                                                                   |
| 2    | 茨城県   | 北部、南部                                                                                         |
| 2    | 栃木県   | 南部                                                                                               |
| 2    | 千葉県   | 北東部、北西部                                                                                     |
| 2    | 東京都   | 23区                                                                                               |
| 2    | 新潟県   | 中越、下越                                                                                         |
| 2    | 山梨県   | 東部・富士五湖                                                                                     |
| 2    | 長野県   | 中部                                                                                               |
| 2    | 静岡県   | 東部                                                                                               |
| 1    | 北海道   | 石狩地方南部、渡島地方東部、後志地方東部、空知地方中部、胆振地方中東部、十勝地方中部、根室地方中部 |
| 1    | 青森県   | 津軽南部、三八上北、下北                                                                           |
| 1    | 岩手県   | 沿岸南部                                                                                           |
| 1    | 秋田県   | 沿岸北部                                                                                           |
| 1    | 栃木県   | 北部                                                                                               |
| 1    | 群馬県   | 北部、南部                                                                                         |
| 1    | 埼玉県   | 北部、南部、秩父                                                                                   |
| 1    | 千葉県   | 南部                                                                                               |
| 1    | 東京都   | 多摩東部                                                                                           |
| 1    | 神奈川県 | 東部、西部                                                                                         |
| 1    | 新潟県   | 上越                                                                                               |
| 1    | 長野県   | 北部、南部                                                                                         |
| 1    | 静岡県   | 中部、西部                                                                                         |
| 1    | 愛知県   | 西部                                                                                               |

## 前震
本震の2分前（23時34分27秒）に福島県沖（北緯37度40.8分 東経141度36.3分 / 北緯37.6800度 東経141.6050度）の深さ57kmを震源とするM6.1の前震が発生し、宮城県石巻市と福島県相馬市で震度5弱を観測した。京都大学防災研究所准教授の片尾浩は、このM6.1の地震が本震を誘発した可能性を指摘している。

## 緊急地震速報
気象庁はこの地震に対し、地震波検知から9.6秒後の23時36分55.6秒に緊急地震速報（警報）を発表した。この地震を含め、気象庁は10分余りの間に緊急地震速報を3回発表した。最初の緊急地震速報は23時34分ごろに発表され（M6.1の前震が発生）、23時36分ごろに2回目の緊急地震速報（本震）が発表された。そして23時46分ごろに3回目の緊急地震速報が発表された。
本震については、緊急地震速報（警報）の第1報発表から52.1秒の間に警報の続報が4回発表され、その範囲は東北から関東・新潟までの12県に及んだ。また、M6.1の前震の揺れが収まらないうちに本震が続発したため、本震の地震波が検知できず緊急地震速報において震源の推定ができなかったことから、PLUM法によって警報を発表した。

## 津波
気象庁はこの地震で、地震発生直後の23時39分に宮城県と福島県の太平洋沿岸に津波注意報を発表したが、翌日5時00分に全て解除した。津波注意報が発表された沿岸で観測された、津波の高さは次の通り。
| 発表された情報 | 津波の予想高さ | 津波予報区の名称 | 観測点         | 観測時刻（JST） | 津波の高さ（最大波高） |
| -------------- | -------------- | ---------------- | -------------- | --------------- | ---------------------- |
| 津波注意報     | 1 m            | 宮城県           | 石巻港         | 17日2時14分     | 31 cm                  |
| 津波注意報     | 1 m            | 宮城県           | 仙台港         | 17日1時45分     | 0.2 m                  |
| 津波注意報     | 1 m            | 宮城県           | 石巻市鮎川     | 17日1時41分     | 10 cm                  |
| 津波注意報     | 1 m            | 宮城県           | 気仙沼広田湾沖 | 17日1時13分     | 0.1 m                  |
| 津波注意報     | 1 m            | 福島県           | 相馬港         | 17日3時15分     | 0.2 m                  |
| 津波注意報     | 1 m            | 福島県           | いわき市小名浜 | 17日2時55分     | 6 cm                   |

青森県から茨城県にかけての沿岸で津波が観測され、宮城県の石巻港では31cmの津波を観測した。

## 影響・被害
前年2月の福島県沖地震からわずか1年1ヶ月余りという時期で、復旧や復興などに向けてかなりの期待が込められていた矢先に再び各地を襲った烈震により、被害は広範囲かつ深刻に及んだ。前年の地震で被害を受けて復旧したばかりの施設が再度被災した事例も多く、怒りや戸惑いなどの声が後を絶たなかった。
| 都道府県 | 人的被害 (人) | 人的被害 (人) | 人的被害 (人) | 住家被害 (棟) | 住家被害 (棟) | 住家被害 (棟) |
| 都道府県 | 死者          | 重傷          | 軽傷          | 全壊          | 半壊          | 一部破損      |
| -------- | ------------- | ------------- | ------------- | ------------- | ------------- | ------------- |
| 岩手県   |               | 1             | 4             |               |               |               |
| 宮城県   | 2             | 10            | 98            | 52            | 531           | 21,505        |
| 秋田県   |               |               | 1             |               |               | 1             |
| 山形県   |               | 4             | 1             |               | 1             | 20            |
| 福島県   | 1             | 9             | 92            | 172           | 4,097         | 30,789        |
| 茨城県   |               | 2             | 6             |               |               |               |
| 栃木県   |               | 1             | 1             |               |               | 20            |
| 群馬県   |               |               |               |               |               | 2             |
| 埼玉県   |               | 1             | 6             |               |               | 38            |
| 千葉県   |               |               | 3             |               |               | 7             |
| 東京都   | 1             |               |               |               |               | 5             |
| 神奈川県 |               |               | 5             |               |               | 1             |
| 新潟県   |               | 1             |               |               |               |               |
| 山梨県   |               | 1             | 1             |               |               |               |
| 長野県   |               |               |               |               | 1             |               |
| 合計     | 4             | 30            | 218           | 224           | 4,630         | 52,388        |

宮城県及び福島県の全市町村（27市51町16村）に災害救助法が適用された。また、福島県の全市町村及び宮城県の2市4町の合わせて16市24町1村に被災者生活再建支援法が適用された。福島県相馬郡新地町は激甚災害（局激）に指定された。
宮城県では、登米市の70代男性と七ヶ浜町の70代男性が地震に驚いて転倒し死亡した。福島県では、相馬市で60代男性が自宅2階から逃げようとして窓から転落し死亡した。

### 電力
地震によって、東北地方や関東地方を中心に大規模な停電が発生し、関東全域で一時およそ209万8340軒が停電した。経済産業省は、東北電力の原町火力発電所1号機など計12基の火力発電所が一時停止したと発表。電力融通も実施された。経産省によると、17日0時5分時点での停電被害は次の通りであった。
- 東北電力管内停電総数：約148,100戸（162,126戸）
  - 青森県 約9100戸 （9148戸）
  - 岩手県 約200戸 （1623戸）
  - 宮城県 約39,700戸 （45,551戸）
  - 福島県 約98,800戸 （105,482戸）
  - 新潟県 約 300戸（322戸）
- 東京電力管内停電総数：約2,085,430戸
  - 茨城県：約224,240戸
  - 栃木県：約121,300戸
  - 群馬県：約80,590戸
  - 埼玉県：約297,250戸
  - 千葉県：約218,920戸
  - 東京都：約702,670戸
  - 神奈川県：約118,520戸
  - 山梨県：約118,520戸
  - 静岡県富士川以東：約15,250戸

北海道胆振東部地震（2018年）の際にも発生した大規模停電「ブラックアウト」を防ぐための安全装置が作動したため、 東京電力管内では大規模な停電が発生した。
停電に伴い、都内では信号機746か所が一時停止した。また都内では停電の影響により、低温で保管していたおよそ23,000回分の新型コロナウイルスワクチンが使用できなくなり廃棄された。
東北電力とJERAによると、両社が共同所有している相馬共同火力発電の一部設備が損壊、JERA所有の広野火力発電所も6号機が変圧器から油が漏れ停止中、東北電力所有の原町火力発電所も停止中のため、東京電力管内である首都圏への電力供給に影響が出る事態となっており、東京電力ホールディングスは3月22日以降、企業などに対して節電を呼び掛けることになった。
なお、同地震の影響により停止した火力発電所は以下の通り。
| 事業主体               | 所在地               | 発電所                     | 発電所                     | 燃料 | 発電量（kW） | 運転再開日 |
| ---------------------- | -------------------- | -------------------------- | -------------------------- | ---- | ------------ | ---------- |
| 東北電力               | 福島県南相馬市       | 原町火力発電所             | 1号機                      | 石炭 | 100万        | 5月10日    |
| 東北電力               | 宮城県仙台市宮城野区 | 新仙台火力発電所           | 3-1号機                    | ガス | 52.3万       | 3月25日    |
| 東北電力               | 宮城県仙台市宮城野区 | 新仙台火力発電所           | 3-2号機                    | ガス | 52.3万       | 3月17日    |
| 相馬共同火力発電       | 福島県相馬郡新地町   | 新地火力発電所             | 1号機                      | 石炭 | 100万        | 11月11日   |
| 福島ガス発電           | 福島県相馬郡新地町   | 福島天然ガス発電所         | 1号機                      | ガス | 59万         | 3月20日    |
| 福島ガス発電           | 福島県相馬郡新地町   | 福島天然ガス発電所         | 2号機                      | ガス | 59万         | 3月19日    |
| 日立造船               | 茨城県常陸大宮市     | 茨城工場第一発電所         | 3号機                      | 石油 | 11.23万      | 3月17日    |
| ENEOS                  | 神奈川県横浜市中区   | 根岸ガス化複合発電所       | 根岸ガス化複合発電所       | 石油 | 43.145万     | 3月17日    |
| JERA                   | 福島県双葉郡広野町   | 広野火力発電所             | 5号機                      | 石炭 | 60万         | 3月18日    |
| JERA                   | 福島県双葉郡広野町   | 広野火力発電所             | 6号機                      | 石炭 | 60万         | 4月6日     |
| 日本製鉄               | 岩手県釜石市         | 釜石火力発電所             | 釜石火力発電所             | 石炭 | 13.6万       | 3月18日    |
| 相馬エネルギーパーク   | 福島県相馬市         | 相馬石炭・バイオマス発電所 | 相馬石炭・バイオマス発電所 | 石炭 | 11.2万       | 4月8日     |
| 仙台パワーステーション | 宮城県仙台市宮城野区 | 仙台パワーステーション     | 仙台パワーステーション     | 石炭 | 11.2万       | 3月30日    |
| 日本製紙               | 宮城県石巻市         | 石巻雲雀野発電所           | 石巻雲雀野発電所           | 石炭 | 14.9万       | 3月20日    |

このうち新地火力発電所は、石炭を陸揚げするための4基の揚炭機のうち2基が大きく破損。地震発生時に修繕工事のため運転停止中だった2号機とともに、復旧には相当の時間を要するとみられている。6月14日、相馬共同火力発電は、1号機については12月末に発電再開予定、2号機については2023年3月末に発電再開予定であると発表したが、1号機については11月11日に発電を再開、2号機については発電再開予定を2023年1月中旬に前倒しし、1月13日に運転を再開した。
このほか、東北電力の水力発電所24か所、太陽光発電所3か所が一時停止した。
3月21日には、翌22日の東京電力管内で電力需給が逼迫するおそれがあるとして、経済産業省は「電力需給ひっ迫警報」を発令した。同警報が発出されるのは東日本大震災後の2012年にこの制度が作られてから10年を経て初めての事例となった。また、同月22日には東北電力管内で電力需給が逼迫しているとして、同電力管内にも同警報を発出した。

### 交通への影響

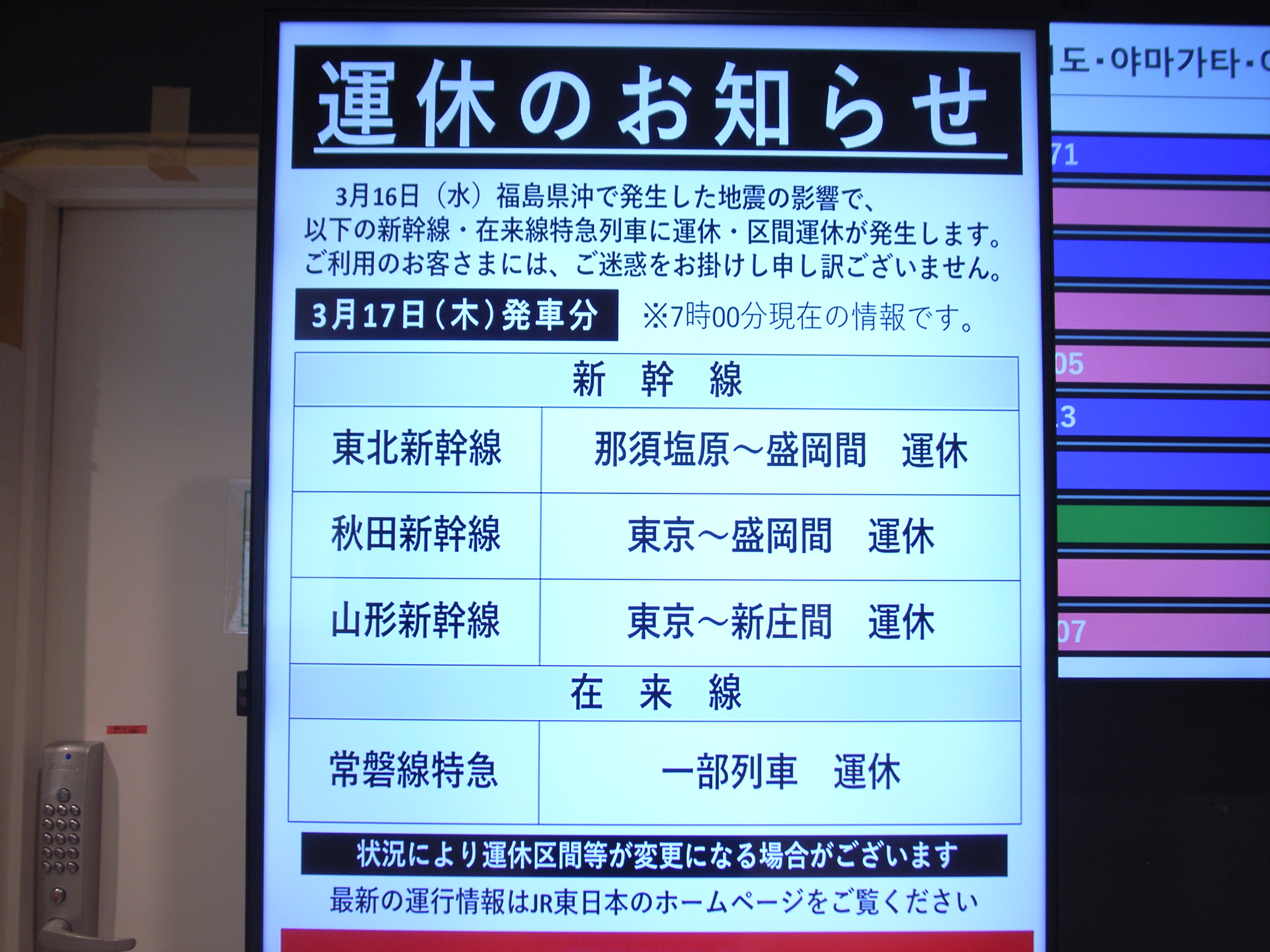
地震により区間運休となった東北新幹線

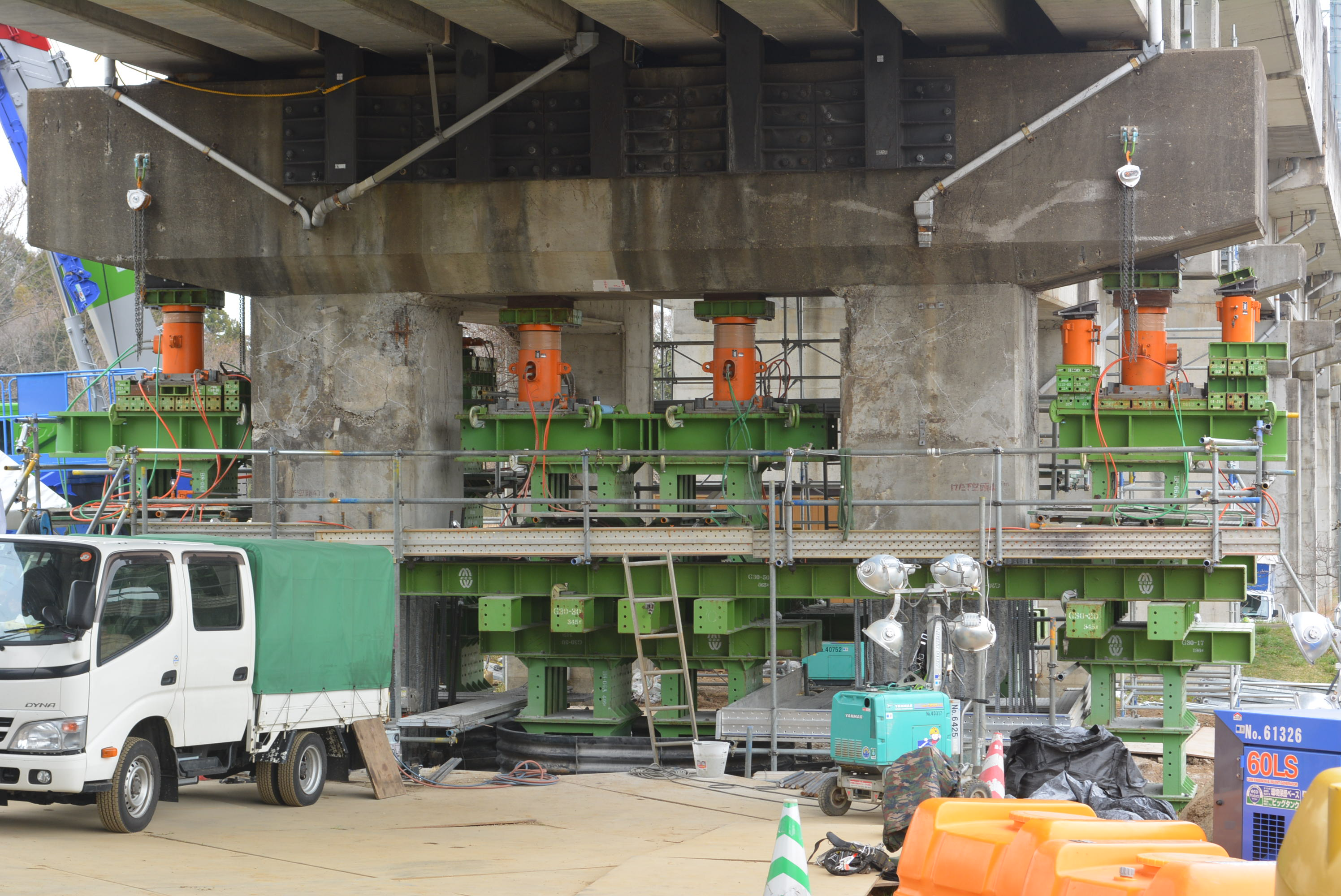
修繕中の地震被害を受けた東北新幹線橋脚（白石市斎川）

関東地方や東北地方では、地震の影響でJRをはじめとするほとんどの鉄道（在来線や新幹線など）が運転を見合わせた。
東北新幹線は東京発仙台行き（下り列車）の「やまびこ223号」（17両編成）が、福島駅 - 白石蔵王駅間で17両のうち16両が脱線した。さらに、 高架橋や電柱の損傷、軌道変位などの被害が発生した。鉄道施設の被害は約1,000ヶ所となり、福島駅-仙台駅間は約1ヶ月間不通となった。
新幹線の不通を受け、全日本空輸と日本航空、フジドリームエアラインズ、スプリング・ジャパン各社は、羽田、成田、伊丹、名古屋と東北地方の各地の空港を結ぶ臨時便を運航し、羽田発着函館、青森、秋田、三沢、山形など既存沿線路線でもコロナ減便からの再開や機材変更し提供座席数を増やした。
常磐線は、およそ100か所で線路の歪みなどが見つかったため一部の区間で運転を見合わせていたが、3月24日に8日ぶりに全線で運転を再開した。阿武隈急行線は、電柱が傾いたり橋脚に亀裂が入ったりするなど計94カ所の被害が確認されており、地震発生時より全区間で運休している。このうち梁川駅 - 槻木駅間は4月下旬の再開を見込んでいるが、福島駅 - 梁川駅間は少なくとも5月末まで運休が続くとした上で、バスによる代替輸送を行うとした。その後、6月27日までに全線が順次運転再開した。
東北自動車道や常磐自動車道など、高速道路は複数区間が通行止めとなり、東北道や常磐道などではひび割れや亀裂などが確認された。特に東北道では、国見IC-白石IC間の下り線で長さ約50m・幅約30cm・段差約10cmのひび割れ（亀裂）が生じたり、白石IC-国見SA間の下り線で長さ約100mの亀裂（幅は30〜50cm・段差は約50cm）が生じたりしたが、復旧活動が迅速に行われたため、地震からわずか約16時間後に通行止めは解除され、1～2日足らずで全面復旧となった。
福島県相馬市では、鵜ノ尾岬トンネル付近の市道が落石により通行止めとなるなど、市内の複数の市道が通行止めとなった。また、福島県管理道路では25か所が全面通行止めとなった。特に伊達橋、伊達崎橋をはじめ阿武隈川にかかる数橋が被災し通行止めとなった。また桑折町道の昭和大橋は前年2月の福島県沖地震で大きく損傷したことから復旧が行われており3月19日に開通予定であったが、その直前に再び被災し開通が延期された。伊達崎橋は4月2日に仮復旧が完了し、大型車を除き通行止めは解除された。同年4月8日に国土交通省は伊達橋については直轄で復旧を、伊達崎橋について直轄診断を行う方針を示し、また昭和大橋は日本で初めてとなる都道府県による権限代行による復旧を行うことが発表された。同年8月5日に国土交通省は伊達橋について上部工の架け替えを行うことを発表した。その後、昭和大橋については、2023年（令和5年）3月31日に再開通した。被災していない支承についても復旧部分と同様に鋼製からゴム製に交換することになり、2024年（令和6年）1月5日から31日まで車両全面通行止めとし、同年2月29日に被災していない支承も完了した。伊達橋は東北地方整備局により仮橋が2023年（令和5年）10月2日に開通した。
仙台空港では空港ビルにて一部壁面及びガラス1枚が破損したほか、花巻空港では搭乗橋の天井パネルが一部破損した。港湾関係では、相馬港や仙台塩釜港などが被災したが、中でも相馬港での被害は深刻で、ふ頭や岸壁などの港湾施設は大被害を受けた。

### その他の影響・被害

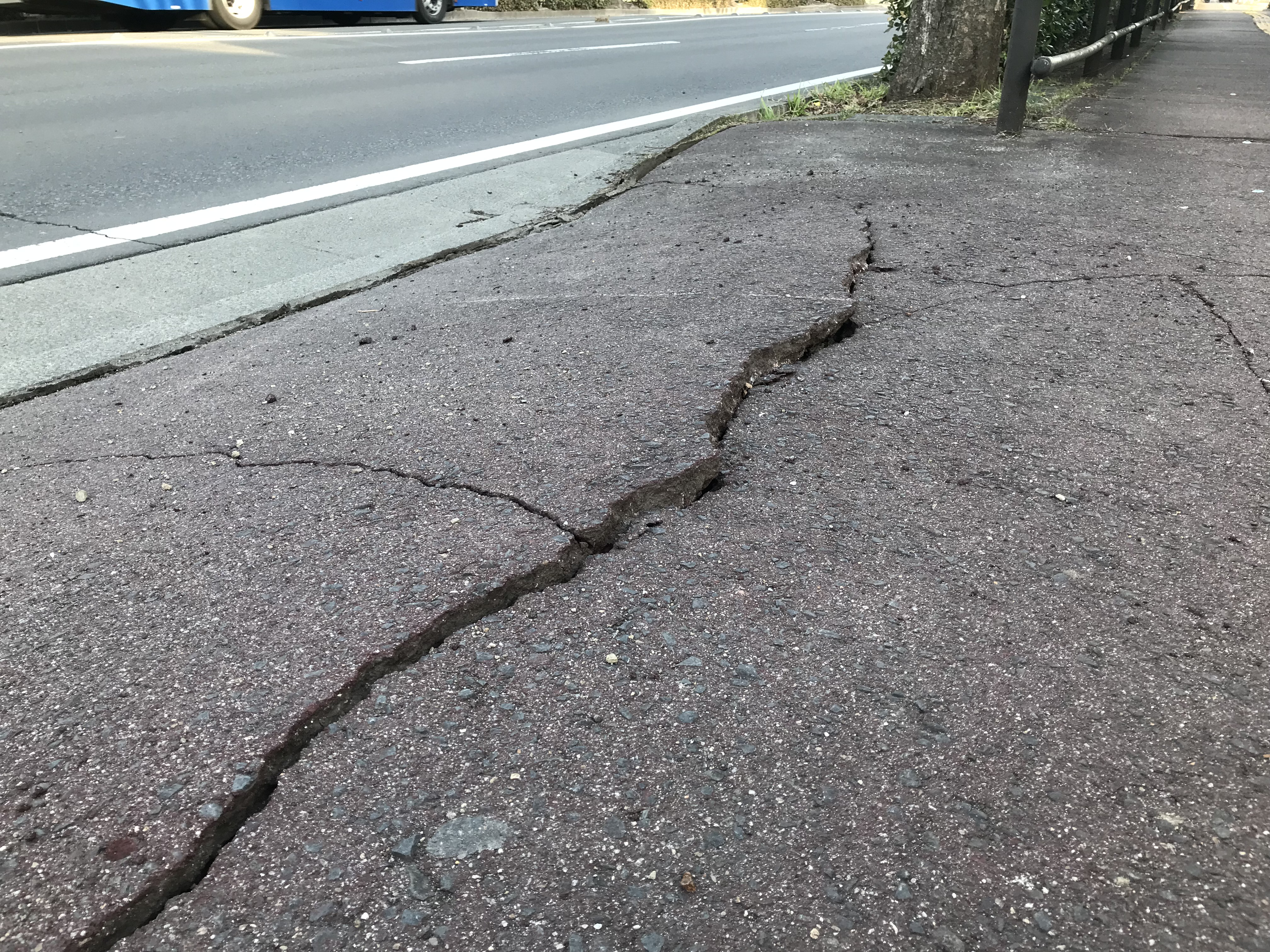
地震による地割れ（仙台市太白区）

地震による最大断水戸数は69,999戸に上った。各種の工場は相次いで操業を停止したほか、商業施設では臨時休業や部分営業などが相次ぎ、金融機関も休業が相次いだ。地震により、全国500余の学校などで施設被害があった。休園や休校を決めた学校などの数は740校に上った。
文化庁によると、国宝や重要文化財など宮城県で計5件の被害があった。仙台市青葉区の仙台城跡で石垣の一部が崩落したほか、銅製の「伊達政宗公騎馬像」（高さが9m）が傷つき、 右方向に傾いた（馬の足が破断）。東日本大震災も含めて騎馬像で地震の被害が確認されたのは初めてであるという。
気象庁機動調査班（JMA-MOT）が実施した現地調査によると、 震度6強を観測した7つの震度観測点の周辺では、 アスファルトの亀裂、天井の剥離、階段の破損、石灯篭の倒壊、歩道ブロックの破損、傾いたブロック塀などの被害状況が確認された。
福島県国見町の国登録有形文化財「旧小坂村産業組合石蔵」では壁面の壁が崩れた。福島県新地町にある相馬港のふ頭では「揚炭機」という大型クレーン2基が折れた。宮城県登米市にあるイオンタウン佐沼も被災し、ゲームセンターの天井や壁が崩れた。宮城県白石市の白石市文化体育活動センター（ホワイトキューブ）では、コンサートホールの天井が一部落下するなどの被害があった。福島県南相馬市にある「鹿島御子神社」では鳥居が倒壊するなどした。福島県相馬市では歩道橋が崩落した。宮城県登米市にある長沼フートピア公園では、オランダ風車「白鳥」が破損するなどした。
日立ビルシステムによると、東北・関東を中心に約1万8000台ものエレベーターが一時停止した。国土交通省によると、エレベーター内の閉じ込めは38件確認された（うち都内が22件）が、全員が救出され、けが人はいなかったという。
総務省消防庁によると、住家等の火災は12件発生した。千葉県市川市では2階建ての一戸建て住宅1棟が全焼する火災が発生した。市川市では前述の通り、地震に伴う停電が発生しており、「停電から復旧した直後に出火した」と住人が証言していることから、千葉県警察と市川市消防局では通電火災の可能性があるとして調査を進めている。
福島県内を放送エリアとしているラジオ局のラジオ福島では郡山ラジオ中継局の送信機が故障したため、一部地域でFM補完放送（ワイドFM）が一時送信できなくなった。なお、AM放送やradikoでの配信に影響は無かった。
トヨタ自動車は18日、取引先の部品メーカーが地震で被災したため、国内の11工場の18ラインを、21日以降最大3日間停止すると発表した。これにより、約2万台の生産に影響する見込みとなった。
福島県にある国立研究開発法人情報通信研究機構（NICT）が運用するJJYのおおたかどや山標準電波送信所のアンテナに損傷が見つかり、3月31日から緊急工事が開始された。その期間、標準電波の減力送信が行われるため、電波時計などに影響が出るとしている。また、設備の補修のため4月12日に8時間半程度の停波を行うとした。
Bリーグは、カメイアリーナ仙台が被災し復旧の目途が立たないことから、3月26日・27日に開催が予定されていたB2リーグ第28節のうち、同会場で行われる仙台89ERS対香川ファイブアローズ戦を中止すると発表した。その後、26日の試合については宮城県内で代替会場の調整がついたとして、3月27日に加美町陶芸の里スポーツ公園で無観客で開催すると発表し、当初27日に予定していた試合については消滅となった。さらに、同会場の4月9日・10日の第30節仙台89ERS対ファイティングイーグルス名古屋戦についても、試合日までの復旧が困難な見通しであることから中止となり、同日に白石市文化体育活動センターで代替試合を開催することを決定した。
日本中央競馬会（JRA）は福島競馬場の一部設備が損傷し、点検や復旧作業に時間を要することから、4月9日・10日に予定していた第1回福島競馬の開催を取り止めることを3月17日に発表した。その後、4月30日・5月1日に延期かつ無観客で実施していた。

## 2021年の地震との類似性
2022年福島県沖地震は、前年の2月にほぼ同じ場所で発生した地震と酷似していた。地震学者の遠田晋次は、両地震が「ほぼ双子」のように似ていると指摘した。
|                       | 2021年福島県沖地震                                                             | 2022年福島県沖地震                                                             | 備考                                                                                                   |
| --------------------- | ------------------------------------------------------------------------------ | ------------------------------------------------------------------------------ | --- |
| 震央                  | 北緯37度43.7分 東経141度41.9分 / 北緯37.7283度 東経141.6983度                  | 北緯37度41.8分 東経141度37.3分 / 北緯37.6967度 東経141.6217度                  | 両地震の震源・震央はごく近い。                                                                         |
| 震源の深さ            | 55km                                                                           | 57km                                                                           | 両地震の震源・震央はごく近い。                                                                         |
| 地震の規模            | M7.3 (Mw7.1)                                                                   | M7.4 (Mw7.3)                                                                   | 2022年地震の方が、規模・震源域ともにやや大きい。                                                       |
| 最大震度              | 震度6強 (宮城県・福島県)                                                       | 震度6強 (宮城県・福島県)                                                       | 両地震とも宮城県と福島県で最大震度6強となり、揺れの広がり方も類似していた。                            |
| 地震の種類 (発震機構) | 太平洋プレートの逆断層型スラブ内地震 (西北西-東南東方向に圧力軸を持つ逆断層型) | 太平洋プレートの逆断層型スラブ内地震 (西北西-東南東方向に圧力軸を持つ逆断層型) | 地震の種類とメカニズムはいずれも共通していた。揺れ方の特徴も同じで、いずれも「短周期卓越型」であった。 |

## 政府の対応状況
- 3月16日[183]
  - 23:38 - 総理指示[184]
  - 23:39 - 官邸対策室設置
- 3月17日[183]
  - 00:31 - 官房長官記者会見[185]
  - 01:51 - 総理会見[186]
  - 02:39 - 官房長官記者会見[187]
  - 11:08 - 官房長官記者会見[188]
  - 16:11 - 官房長官記者会見[189]

## 反応
- 内閣総理大臣の岸田文雄は地震翌日、「発生後ただちに被害状況の把握などを指示した。官邸危機管理センターに官邸対策室を設置して、関係省庁の局長級による緊急参集チームを招集し、人命第一の方針のもと、被害状況の把握と救命救助活動を行った」などと述べた[190]。
- 敬宮愛子内親王は成年に伴う記者会見を翌17日に予定しており、会見冒頭で地震について言及、「昨夜の地震により亡くなられた方がいらっしゃると伺いまして心が痛んでおります。ご遺族の皆様と被災された方々に、心よりお見舞いを申し上げます」と述べた[191][192][193]。
- 中華民国（台湾）総統の蔡英文は、Twitterに日本語で「東北地方を中心に、日本がまた大きな地震に襲われたと聞き心を痛めています。被害が最低限にとどまるように祈っています」と投稿[194]。蔡は「台湾はいつも日本の皆さんと一緒です。支援が必要であればいつでも言ってください」とも記した[118]。
- 海外では、APやロイター、新華通訊社、タス通信、聯合ニュースなどが速報を流した[195]。